# ムツアズマギク
ムツアズマギク（学名：Erigeron mutsuensis）は、キク科ムカシヨモギ属の多年草。
今まで、アズマギク Erigeron thunbergia の亜種、ミヤマアズマギク Erigeron thunbergia A.Gray subsp. glabratus (A.Gray) H.Hara (1952)（または変種 Erigeron thunbergia A.Gray var. glabratus A.Gray (1858)）とされていたものが、2022年に門田裕一により、亜種または変種ランクから種への階級移動と新名が記載され、併せて新しい和名の記載が行われ、発表された。

## 経過
門田裕一が、ハーバード大学標本館 (GH) に所蔵されているミヤマアズマギク E. thunbergia A.Gray var. glabratus A.Gray (1858)のタイプ標本を調査した結果、「ミヤマアズマギク」とは異なることに気づいたという。このタイプ標本の採集地は、日本の ‘Cape Siriki-saki’ と記載されているが、‘Siriki-saki’ とは青森県下北半島の尻屋崎のことであることは、北村四郎（1935）がすでに明らかにしている。門田 (2019) は、尻屋崎においてこの植物を調査したところ、ハーバード大学標本館 (GH) 所蔵のタイプ標本と同一の分類群と考えられるものが見つかった。この植物は、ミヤマアズマギクの基本種であるアズマギク Erigeron thunbergia とは異なる特徴をもつ別種と考え、この植物を亜種または変種ランクから種への階級移動を行い、新名を記載し、新しい和名も発表した。

## 特徴
植物体の高さは10-30cm、茎の基部の径は2-5mmになる。根茎は長さ2-4cm、径5-10mm、単一根茎か分岐状になる。花茎はふつう2-5個、直立し、密に軟毛が生え、長さ1mmの屈曲する白色の長毛、長さ0.2-0.3mmの黄白色の短毛および同長の短い黄白色の腺毛が混生するか、ときに混生しない。花茎の上部は2-5回分枝して、鈍角に斜上し、茎と同様に軟毛が生える。根出葉は開花期にもロゼット状で宿存し、葉柄は長さ2-4cm、広い翼があり、葉身はへら形から広いへら形、長さ2-4cm、幅12-22mm、3脈あり、全縁または縁に1-2個の小さな微突形の鋸歯があり、先端は微突形、両面ともに毛はない。中間の茎につく葉は有柄で、葉身はへら形から線状倒披針形、長さ4-6cm、幅0.7-2cm、軟毛が生え、屈曲する白色の長毛、黄色の短毛が混じり、裏面は無毛、縁は全縁、基部はくさび形から円形、先端は微突頭になる。上部の茎葉は無柄、卵形から披針形で、長さ2.5-4cm、幅4-16mm、次第に小型になり、最上部の茎葉も無柄、線形から卵形で長さ0.6-2cmになる。
花期は5-6月。頭花はふつう2-5個が散房状にまばらにつき、径3.5-4.5cm、花柄は長さ2-5cm、茎、枝と同様の軟毛が生える。総苞は半球形で、長さ8-12mm、径18-22mm、総苞片は3-4列、長楕円形で長さ6-9mmあり同じ長さ、軟毛が生え、白色の長毛と黄色の短毛が混生する。舌状花は3列で、長さ16-19mm、幅約1mm、基部の筒状部は長さ3-4mm、淡い紫色で、ほとんど無毛。中心部の筒状花は長さ4.5mm、黄色で、花冠裂片は卵形、長さ約0.5mmになる。果実は長さ2mmの痩果で、長楕円形で扁平、わら色で、絹毛が生え伏毛が混じる。冠毛は汚白色から淡い赤みを帯びた褐色で、2列あり、外輪の鱗片は長さ0.2mm、内輪は長さ3-3.5mmになる。染色体数は、2n=18。

## 分布と生育環境
タイプ標本の採集地は青森県下北半島の尻屋崎。

## 名前の由来
和名ムツアズマギクは、産地の下北半島にちなみ、「陸奥アズマギク」の意で、種小名（種形容語） mutsuensis も「陸奥産の」の意味。

## ギャラリー

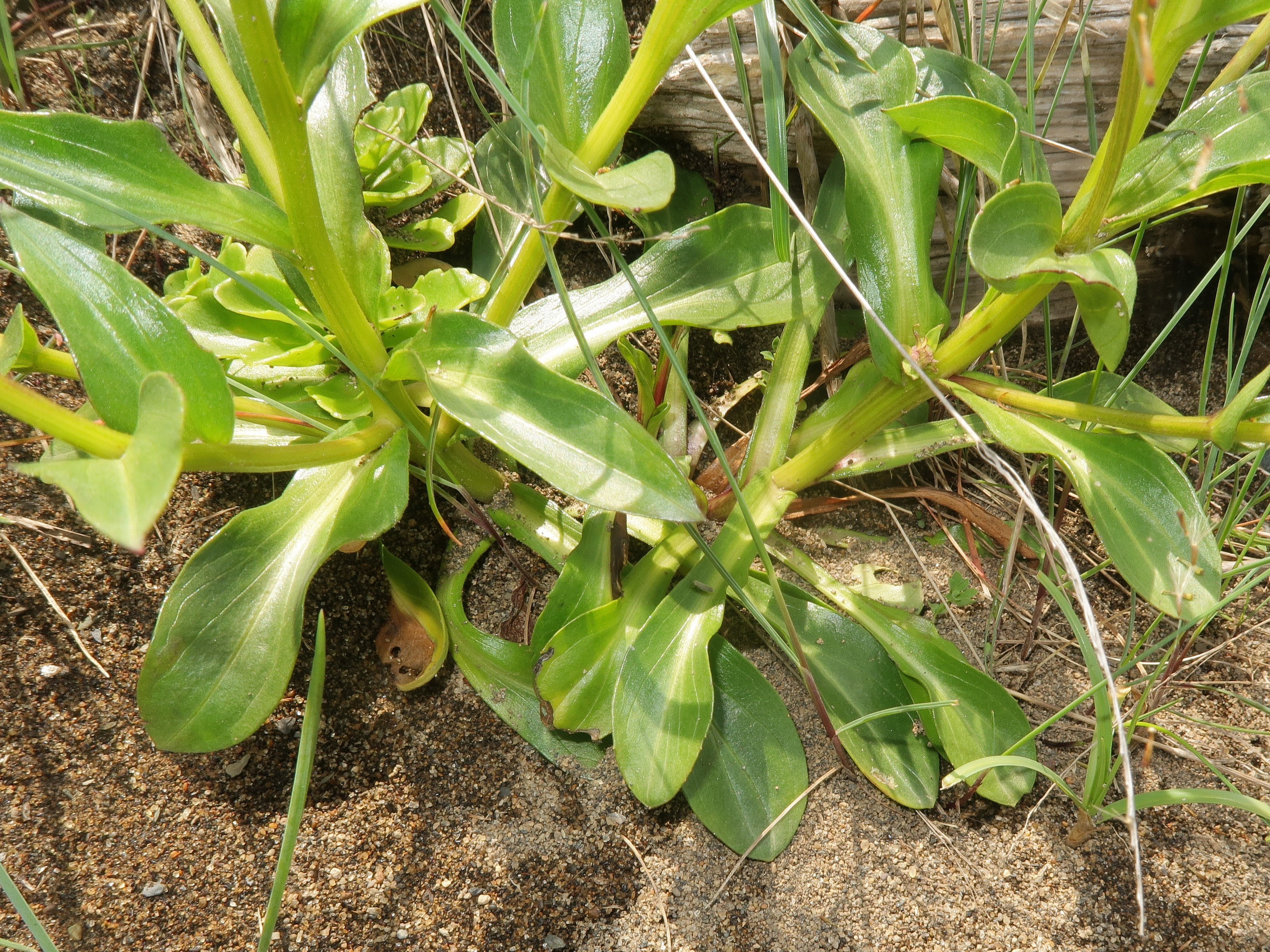
根出葉は開花期にもロゼット状で宿存する。中間の茎葉は有柄で、葉身はへら形から線状倒披針形、縁は全縁、基部はくさび形から円形、先端は微突頭になる。
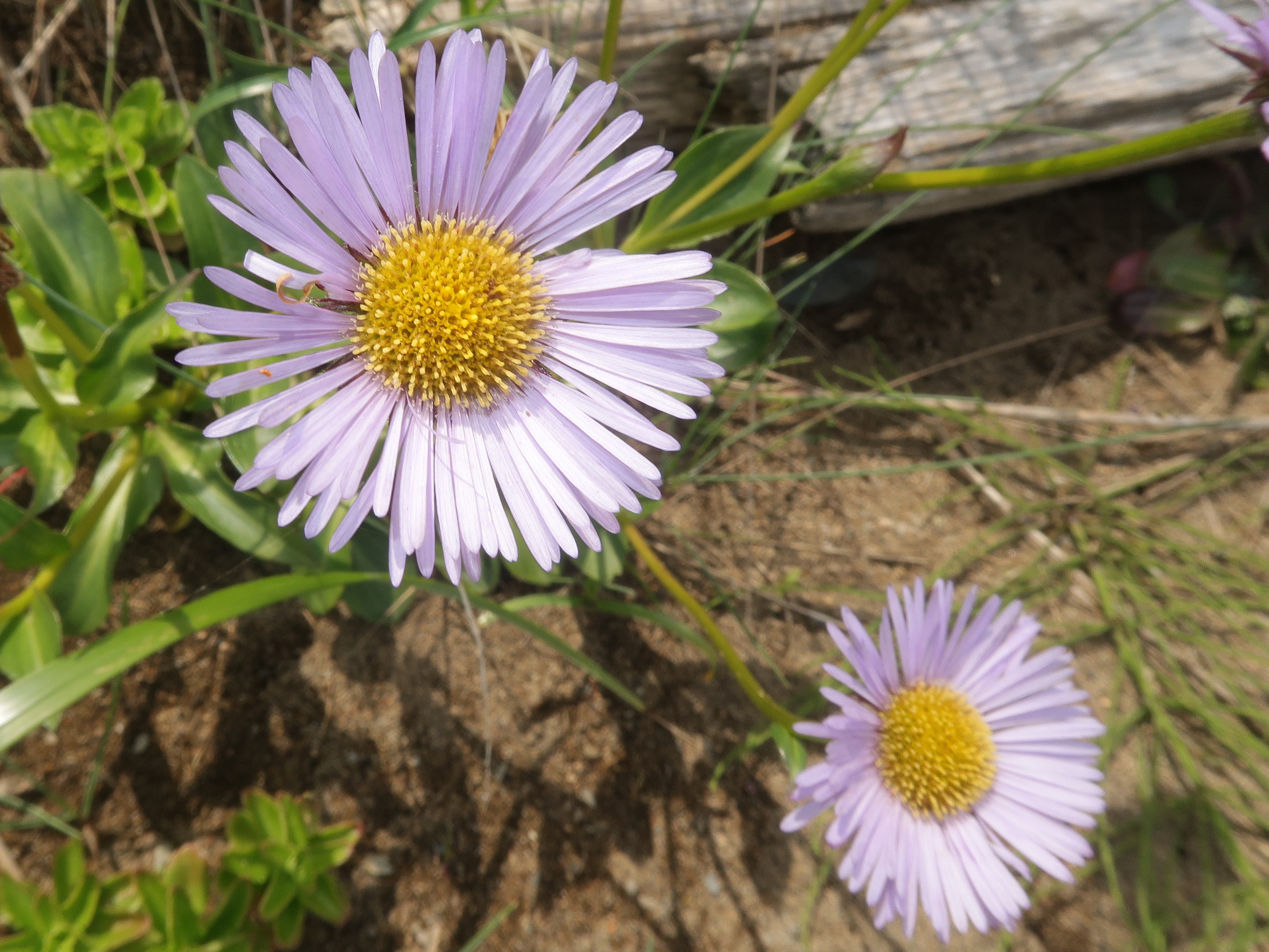
舌状花は3列、淡い紫色で、ほとんど無毛。中心部の筒状花は黄色。
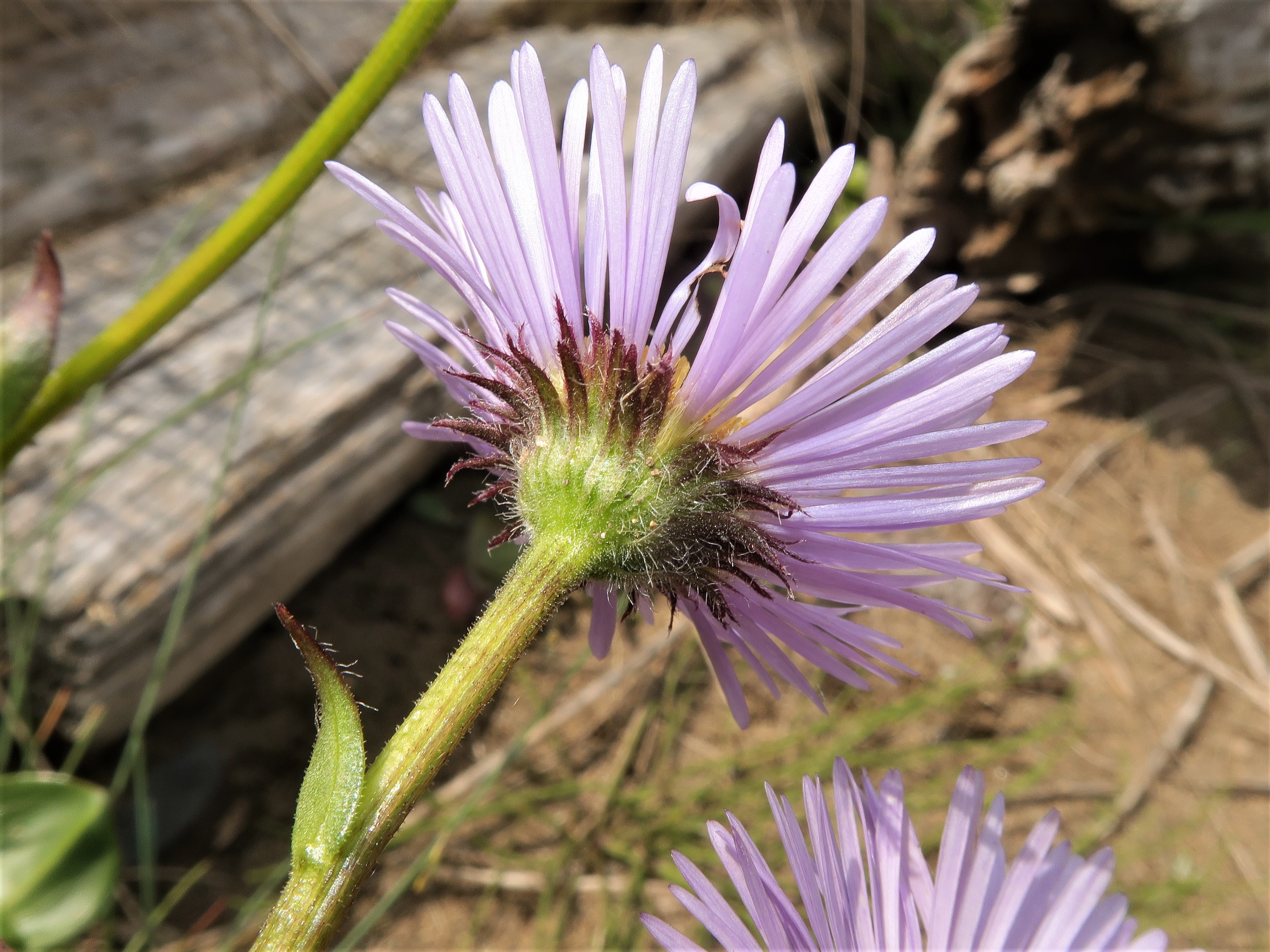
花柄は茎、枝と同様の軟毛が生える。総苞は半球形、総苞片は3-4列、軟毛が生え、白色の長毛と黄色の短毛が混生する。
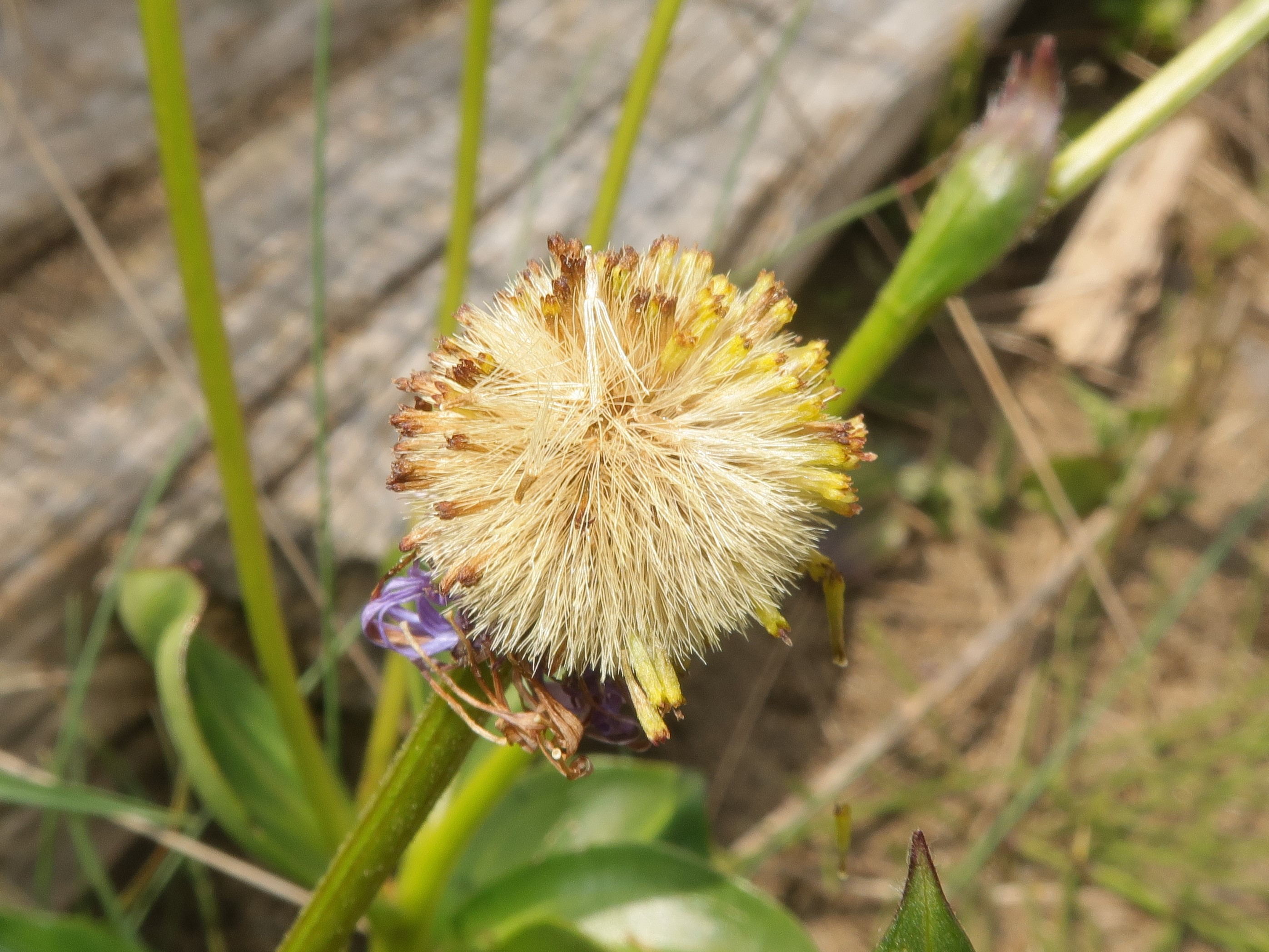
果実は痩果で、長楕円形で扁平。冠毛は汚白色から淡い赤みを帯びた褐色になる。

## ミヤマアズマギクの新学名
ミヤマアズマギクは、アズマギク Erigeron thunbergia の下位分類に位置づけられていたが、門田裕一 (2022) は両種の花茎の有毛性、舌状花の長さ、冠毛の色・長さに違いがあり、別種とみなすべきものとした。同種の学名は、種レベルとしては最古の Erigeron alpicola Makino が正名となり、牧野富太郎が岩手県早池峰山の山頂で採集し、東京都立大学牧野標本館に所蔵されている標本をレクトタイプとして選定した。
また、門田は、アポイアズマギク、ユウバリアズマギク、ジョウシュウアズマギク、キリギシアズマギク、シコタンアズマギクをミヤマアズマギクの変種に位置付け、新組み合わせと階級の移動の記載を行い、北海道占冠村産のケイリュウアズマギクを新変種として記載した。